# Rasa (Kunst)
Rasa (Sanskrit, m., रस, „Saft, Geschmack, Essenz, Stimmung“) ist der zentrale Begriff der klassischen indischen Ästhetik. Er bezeichnet den nicht in Worte zu fassenden mentalen Zustand der Freude und Erfüllung, der sich beim Genuss eines gelungenen Kunstwerkes beim Betrachter einstellt.
Die Rasa-Theorie wurde der Legende nach vom heiligen Bharata Muni im Buch Natyashastra schriftlich niedergelegt und um die erste Jahrtausendwende von Abhinavagupta erweitert. Sie beschreibt acht oder neun Grundstimmungen (Rasas), die je nach Art des Kunstwerkes durch Kombinationen aus genau definierten Gefühlsauslösern (Bhavas) hervorgerufen werden. Das Rasa-Konzept findet in Theater, Tanz, Musik, Literatur und bildender Kunst bis heute Anwendung und prägt auch das indische Kino.

## Natyashastra
Das Buch Natyashastra wird dem Autor Bharata Muni zugeschrieben, der je nach Autor im Zeitraum zwischen dem 2. Jahrhundert v. Chr. und dem 2. Jahrhundert n. Chr. gelebt haben soll. Es umfasst ca. 6000 teils in Prosa verfasste, teils metrische Shlokas oder Strophen, die in 36 Kapiteln geordnet sind. Später wurde ein 37. Kapitel hinzugefügt. Es gilt als älteste bekannte Abhandlung über Kunst und Dramatik. Im Natyashastra wird eine detaillierte Unterteilung der darstellenden Künste und eine Analyse verschiedener Poetiken vorgenommen. Der Name des Autors verweist auf die lange indische Tradition, Meister des Theaters, der Musik und des Tanzes Bharata zu nennen. Diese Bezeichnung setzt sich aus den Elementen Bha (von Bhava), Ra (von Raga) und Ta (von Tala) zusammen. Natya bezeichnet generell die klassischen indischen Formen der darstellenden Kunst. Bharatanatyam ist zum Beispiel eine auf dem Natyashastra beruhende klassische Tanzform aus dem Süden Indiens. Shastra bezeichnet allgemeine eine Lehrschrift.

### Inhalt
Der Text beginnt mit der Beschreibung des Ursprungs des Dramas. Dieses wird vom Gott Brahma auf Wunsch niederer Götter geschaffen, nachdem die Menschen begonnen haben, die Veden zu vergessen und sich unzivilisiert zu verhalten. Indra verlangt von Brahma, ein „Spielzeug“ (kridaniyaka) zu schaffen, dass die Menschen sehen und hören könnten, um sie von ihrem schlechten Weg abzubringen. Da die Veden nicht allen Kasten zugänglich waren, sollte ein „fünftes Veda“ geschaffen werden, dass alle vier Kasten erreicht. Brahma folgt dem Wunsch Indras und schafft ein Buch mit der Beschreibung des Dramas. Als Indra dieses den anderen Göttern vorliest stellt sich heraus, dass es völlig unverständlich und zu kompliziert ist. Daraufhin wird ein Weiser gesucht, der das umfangreiche Buch für die Sterblichen aufbereitet. Die Wahl fiel auf Bharata Muni, der das Buch neu abfasst und mit seinen hundert Söhnen als Produzent das erste Drama zur Aufführung bringt. Mit dieser Legende wird die grundlegende Auffassung des Dramas etabliert und in den kulturellen und spirituellen Kontext integriert.
Neben der Ursprungslegende und der Rasa-Theorie handeln die 37 Kapitel des Natyashastra jeden erdenklichen Bestandteil einer theatralischen Produktion ab. Von der Beschaffenheit der Bühne und des Theaterhauses über die genaue Beschreibung von Fußbewegungen, Gesten der Hände und Gliedmaßen, des Schreitens, der Sprache, des Stückaufbaus, von der Musik und ihren Instrumenten, dem Aufbau und den Arten der Stücke, das Publikum, den Inhalt, der Verteilung der Rollen bis zum Erfolg eines Stückes reichen die Themen der einzelnen Abschnitte.

### Rezeption und Überlieferung
Ob Bharata Muni eine historische Person war bleibt umstritten. Während Kapila Vatsayan die Einheit des Textes betonend von einem historischen Autor ausgeht gibt es viele Stimmen, die Natyashastra für eine Sammlung verschiedener mündlich überlieferter und schriftlicher Texte vorangehender historischer Perioden halten. Der Sanskrit-Grammatiker Panini erwähnt jedenfalls später verloren gegangene Nata-Sutras. Im Text des Nātyasāstra selbst wird der Gott Brahma als Autor angegeben, der sich zur Erschließung des komplexen Werkes an Bharata Muni gewendet habe, und im letzten Kapitel werden als Redakteure der irdischen Ausgabe die Namen Kohala, Vatsya, Sandilya und Dattila genannt, über die sonst nichts Näheres bekannt ist. Dem steht gegenüber, dass manche Abschnitte metrisch, andere in Prosa abgefasst sind. Es wird spekuliert, dass zuerst die Prosakapitel, später die Verskapitel abgefasst und zuletzt die beiden Schlusskapitel zur Autorisierung hinzugefügt worden sein könnten.
Das älteste erhaltene Manuskript ist etwa 500 Jahre alt. Die meisten erhaltenen Versionen sind nicht älter als 300 Jahre. Kommentare, die sich auf Natyashastra beziehen sind seit dem dritten bis fünften Jahrhundert überliefert.
Der Text wird Abschnittsweise ab 1826 wiederentdeckt. In diesem Jahr wird ein Teil von H.S. Wilson aufgefunden, 1865 ein weiterer Teil von F. Hall. Die erste vollständige Ausgabe wird 1894 veröffentlicht, eine weitere Teilpublikation wird von J. Grosset 1896 herausgegeben. Eine neue Sanskrit-Ausgabe erfolgt 1929. Im Jahr 1920 sammelt M. Ram Krishna Kavi ca. 40 Handschriften aus verschiedenen Teilen des Landes, um einen authentischen Textkörper zusammenzustellen, der in 4 Bänden von 1926–1964 erscheint. Die erste englische Übersetzung von M. M. Gosh erscheint im Jahr 1950.

## Die Rasa-Theorie
In den Kapiteln 6 (Zustände des Seins/Rasa) und 7 (Gefühle und andere Zustände/Bhava) des Natyashastra wird die grundlegende Theorie für das indische Drama entwickelt. Sie beschreibt, was in einem Theaterstück dargestellt wird, wie der kreative Prozess möglich ist und wie die ästhetische Übertragung stattfindet. Ihr Gegenstand ist die Abstraktion des Lebens in Grundstimmungen, Gefühle und emotionaler Zustände universeller Natur, aus denen das Drama dann zusammengesetzt werden kann. Ausgangspunkt ist die ästhetische Wertschätzung und Erfahrung des Zuschauers, den es zu erreichen gilt. Später hat sich die Anwendung der Rasa-Theorie auch auf andere Kunstsparten ausgeweitet.

### Wortbedeutung von Rasa
Die früheste Verwendung des Wortes rasa findet sich im Rigveda. Dort hat es die Bedeutungen Wasser, Lebenssaft (soma juice), Kuhmilch und Würze oder Aroma. Atharvaveda erweiterte die Bedeutung um Saft der Pflanze, Geschmack. In den Upanishaden wurde diesen konkreten Bedeutungen eine abstrakte, symbolische Ebene hinzugefügt: Essenz. Hier kommt der Kontext des Brahman hinzu. Sowohl die konkrete Bedeutung des kulinarischen Kontextes als auch die Abstrakte Bedeutung des spirituellen Kontextes finden im Natyashastra Anwendung. Gemeinsam ist beiden Bedeutungen, dass sie sowohl ein Objekt als auch einen Prozess in der Zeit beschreiben, der nicht direkt mit den Sinnen erfasst werden kann.

### Beschreibung
Die Rasa-Theorie ist eine auf einer Logik der Gefühle basierende Ästhetik. Ihr leitendes Prinzip die Auslösung einer Stimmung im Zuschauer. Die Hervorrufung von Gefühlen im Betrachter ist aber nicht nur das Ziel der ästhetischen Anstrengung, sie ist auch der Schlüssel zur strukturellen Integrität eines Werkes, der Form der Geschichte und ihrer Darstellung. Die Theorie bezieht sich gleichermaßen auf die künstlerische Seite der Produktion wie auf die ästhetische Seite der Rezeption. Rasa beschreibt auch die kreative Erfahrung des Künstlers. Die in der Theorie beschriebenen dramatischen Mittel leiten sich von einer Semiotik des Gefühlsausdruckes her, denn die Gefühle oder psychisch-physische Zustände eines Bühnenecharakters lassen sich nicht direkt, sondern nur mittels Gesten, Worten und Bewegungen ausdrücken. Eine Aufführung gelingt, wenn Ausführende und Zuschauer am Ende denselben Stimmungsraum teilen. Rasa ist die Essenz der Gesamtheit aller Qualitäten, die ein Gedicht oder Theateraufführung ausmachen.
Die Theorie des Rasa beruht auf Reiz-Reaktionsverhältnissen und deren Übertragung in den ästhetischen Raum. Gefühlszustände werden durch äußere Anlässe – vhibhava – ausgelöst. Sie manifestieren sich als Gesten, Körperbewegungen, Laute, Sprache, Gesichtsausdruck, Blick etc. Diese Reaktionen heißen anubhava. Im Theater geht es um die Darstellung dieser Gefühlszustände, die in 49 Bhavas in drei Gruppen gegliedert sind. Die Komposition eines Werkes ist die Organisation des Ausdrucks verschiedener flüchtiger Gefühlszustände – Vyabhicaribhava – zu einer dauerhaften Gesamtstimmung stahyibhava, die den Grundton eines Werkes bildet. Wenn dieser Grundton das klare Herz eines idealen Zuschauers berührt wird die zeit- und ortlose Erfahrung von Rasa als tiefe ästhetische Begeisterung und glückselige Verzückung ausgelöst, die sich nicht in Worte fassen lässt.
Die Aufgabe der an einem Werk beteiligten Künstler ist es nicht, ihre persönlichen Gefühle auszudrücken. Dem Poet, Schauspieler, Musiker muss es gelingen, Gefühle durch die Schaffung von Bildern, Figuren, Handlung etc. zu objektivieren. Durch „Transpersonalisierung“, sadharanikarana, einem Prozess der Objektivierung und Universalisierung, wird der Künstler und der Zuschauer aus seiner privaten Alltagserfahrung herausgelöst und in die Ebene einer kollektiven menschlichen Erfahrung gehoben. „Wie der Baum aus dem Samen (bija) hervorgeht, und die Blüten und Früchte (mit dem Samen) aus dem Baum hervorgehen, so sind die Empfindungen – rasas – Quelle und Wurzel aller Zustände – bhavas und genauso sind die Zustände Ursprung aller Empfindungen – rasas.“ Am Anfang des kreativen Prozesses steht die Rasa-Erfahrung des Autors, die von den Schauspielern, Tänzern, Musikern übertragen wird. Das Natyashastra gibt als Handbuch minutiös genau Anleitung, mit welchen Mitteln dies erreicht werden kann.
Oft wird im Zusammenhang mit Rasa vom „ästhetischen Geschmack“ gesprochen. Dies kann zu Missverständnissen führen. Die mit Rasa als „ästhetisches Aroma“ gebrauchte Metapher des Geschmackssinnes und der Geschmack in der Kultur meinen jeweils etwas Anderes, auch wenn für Rasa die Kenntnis der zugrundeliegenden Regeln eines Werkes beim Zuschauer voraussetzt. Kunst wird in der Perspektive von Rasa zu einem „gefühlten Wissen“. Durch das „Kosten“ von Gefühlen erfahren wir eine universelle Bedeutung. Rasa wird auch mit dem Zustand nach einem hervorragenden Mahl verglichen, in dem sich alle Zutaten des Abends zu einer einzigen tiefen Empfindung, Rasa, verbinden. Die Analogie bezieht sich aber auch auf den Prozess der Hervorrufung des Geschmackserlebnisses, für das es eine raffinierte Mischung der verschiedenen Zutaten und einem Prozess der Verbindung benötigt.
Der Rasa-Theorie liegen die wichtigsten Konzepte der indischen Philosophie zugrunde. Der Text des Natyashastra ist „stark kodiert“ und hat darum eine Vielzahl von Interpretationen und Rekontextualisierungen erfahren. So ist die Lehre von Purusha, dem kosmischen Menschen, Brahman und Guna implizit vorausgesetzt. Der Unterschied von stahyibhava und Rasa wird an ihrer unterschiedlichen Zusammensetzung aus den Gunas festgemacht: Bhavas enthalten alle drei Gunas Tamas, Rajas und Sattva, während Rasa nur aus Sattva oder satoguna besteht. Rasa, die Verzückung, Begeisterung ist immer glückselig, während die Stimmungen und Zustände der Bhavas tragisch oder komisch sein können. Rasa ist unendlich und kennt nicht Wirkung und Ursache wie die in der Zeit verlaufenden Bhavas, dies ist der Bezug zu Brahman und Atman. Während Bhavas von allen Menschen empfunden werden können, setzt die Erfahrung von Rasa ein empfindsames, aufmerksames und bewusstes Herz voraus.

## Die Rasas
Rasa ist das gesammelte Ergebnis von Stimulus (vibhava), unwillkürlicher Reaktion (anubhava) und spontaner willkürlicher Reaktion (Vyabhicaribhava). Wie die unterschiedlichen Zutaten zu einer Speise nicht einzeln geschmeckt werden, sondern sich zu einem Gesamtgenuss verbinden, so verschmelzen die von den Schauspielern durch den Ausdruck von Gefühlen mit Worten, Gesten, Bewegungen etc. am Ende des Stückes zu einem Gesamtgefühl (stahyibhava), das ein gestimmtes Erlebnis von Rasa im Zuschauer hervorruft. Es gibt keine dramatische Identifikation ohne Rasa. Die acht von Bharata beschriebenen Rasas unterscheiden sich jeweils in der Gefühlslage. Analog der Verbindung Brahman-Atman ist jedes Rasa auch mit einer spezifischen Gottheit aus dem Hinduismus verbunden und hat eine Farbe zugeordnet. Die Erfahrung von Rasa ist auch als spirituelle Erfahrung codiert.
Die vier primären Rasas sind Liebe/Erotik (Śṛngāram), Heldentum (Vīram), Wut (Raudram) und Ekel (Bībhatsam). Von diesen abgeleitet sind Humor (Hāsyam) von der Liebe (Śṛngāram), Mitgefühl und Pathos (Kāruṇyam) von der Wut (Raudram), Wunder und Magie (Adbhutam) vom Heldentum (Vīram) und Furcht (Bhayānakam) von Ekel (Bībhatsam). So resultiert Humor, wenn erotische Liebe parodiert wird, eine schreckliche Situation ruft Mitgefühl hervor, eine heroische Tat erscheint wunderbar und etwas Abstoßendes erzeugt Schrecken.
Später wurde von Abhinavagupta noch ein neuntes Santa Rasa Śāntam (Frieden, Stille) unter Hinweis, dass Bharata sich der Möglichkeiten dieses Rasa schon bewusst gewesen sei, hinzugefügt. Śāntam sei das Vermögen der „höchsten Glückseligkeit“, der Zustand, in dem es keinen Schmerz gibt und der Mensch allen Kreaturen gegenüber gleich empfinde. Dies wurde in der Tradition kontrovers diskutiert. Argumente dagegen sind unter anderem, dass Śāntam durch alle anderen acht Rasas bereits hindurch scheint und so in diesen enthalten ist und dass es sich dabei um kein eigenständiges Gefühl handelt. Auch die Darstellbarkeit von Śāntam im Drama wurde bezweifelt.

### Śṛngāram (शृङ्गारं): Liebe
- Gott: Vishnu
- Farbe: Dunkelblau
- basiert auf dem Stahyi bhava #Rati (Wohlgefallen, Freude)

Śṛngāram ist das wichtigste der Rasas. Es ist rein für die fromme Seele, hell, vornehm, prächtig und seine Natur ist die Freude. Es wird durch die Anziehung von Mann und Frau ausgedrückt. Diese Anziehung kann zwei Qualitäten haben: Sanyoga/Einheit oder Viyoga/Trennung. Für die Verkörperung von Śṛngāram können 46 Bhavas verwendet werden, nur Alasya-Faulheit, Ugrata-Gewalttätigkeit und Jugupsa – Ekel werden nicht verwendet.
Das Gefühl der Einheit wird hervorgerufen durch Bestimmungen wie angenehme Jahreszeiten, die Freude an Schmuck und Ornament, wohlriechende Salben, Spaziergänge im Garten, Aufenthalt in schönen Räumen, Gesellschaft der geliebten Person, zärtliche Worte, spielen mit dem Partner.
Das Gefühl der Trennung ist mit Sorge und Begierde verbunden. Für seine Darstellung verwendet werden die Zustände asuya – Eifersucht, srama – Müdigkeit, cinta – Ängstlichkeit, autsukya – Unruhe, Begierde, nidra – Schlummer, supta – schlafend, vom Schlaf überwältigt, träumend, vibodha – Erwachen, vyadhai – Fieber, Krankheit, Unordnung, unmada – Verrücktheit, jadata – Stumpfheit, apasmara – Vergesslichkeit, maranam – Tod durch Krankheit oder Gewalt verursacht.

### Hāsyam (हास्यं): Humor
- Gottheit: Pramatha
- Farbe Weiß
- basiert auf dem Stahyi bhava #Haasa (Lachen, Fröhlichkeit)

Gelächter wird durch ungewöhnlichen Schmuck, derangierte Kleidung, Frechheit, Gaunerei, Fehler, unzusammenhängende Rede etc. erzeugt. Dieses Rasa wird meist bei weiblichen Charakteren und Figuren niederen Ranges gesehen.
Unterschieden werden 6 Arten dieses Rasa: Smita-sanftes Lachen, Hasita-Gelächter, Vihasita-breites Lächeln, Upahasita-satirisches Lachen, Apahasita-albernes Lachen, Atihasita-lautes Lachen. Die ersten beiden Tönungen können auch bei Figuren höheren Ranges vorkommen.
Für die Verkörperung von Hāsyam werden 11 Bhavas verwendet.

### Raudram (रौद्रं): Wut, Zorn
- Gottheit: Rudra
- Farbe: Rot
- basiert auf dem Stahyi bhava Krodha (Ärger)

Dieses Rasa ist mit bösen Geistern und gewalttätigen Personen verbunden, kann aber auch in anderen Figuren vorkommen. Es ruft Kämpfe hervor. Die Charaktere sind beschrieben als Personen mit mehr als einem Gesicht, deren Erscheinung in Sprache, Gesten und Worten furchterregend ist. Selbst wenn diese Figuren Lieben ist ihre Liebe gewalttätig. Auch ihren Dienern und Soldaten kommt dieses Rasa zu.
Raudra wird durch Schlachten, Zuschlagen, Verwundungen, Töten etc. hervorgerufen. Seine Darstellung involviert viele Waffen, abgeschlagene Köpfe und dergleichen. Raudra ist in Handlungen wie prügeln, schlagen, Schmerz verursachen, Blutvergießen, Angreifen mit Waffen etc. präsent.
Es wird durch 14 Bhavas verkörpert.

### Kāruṇyam (कारुण्यं): Pathos
- Gott: Yama
- Farbe: Taubengrau
- basiert auf dem Stahyi bhava #Soka (Weinen, Trauer)

Kāruṇyam wird hervorgerufen wenn wir sehen, wie eine geliebte oder nahestehende Person stirbt oder durch das Vernehmen schlechter Nachrichten.
Es wird durch 24 Bhavas verkörpert.

### Vīram (वीरं): Tugend, Ritterlichkeit
- Gott: Mahendra
- Farbe: Taubengrau
- basiert auf dem Stahyi bhava #Utsaha (Eifer)

Vīram betrifft edle und tapfere Charaktere. Es wird durch Kaltblütigkeit, Entschlossenheit, Gerechtigkeit, Ritterlichkeit, Stärke, Klugheit etc. hervorgerufen. Ausgedrückt wird dieses Rasa durch Standhaftigkeit, Furchtlosigkeit, Aufgeschlossenheit und Kunstfertigkeit.
Für die Darstellung von Vīram werden 16 Bhavas verwendet.

### Bhayānakam (भयानकं): Angst, Furcht
- Gott: Kala
- Farbe: Dunkel
- basiert auf dem Stahyi bhava #Bhaya (Furcht)

Bhayānakam wird hervorgerufen durch Ansicht oder Hören von unheimlichen Personen oder Objekten, Erzählungen über den Tod von Personen, Gefangenschaft etc.
Es wird durch die Verwendung von 16 Bhavas verkörpert.

### Bībhatsam (बीभत्सं): Abscheu, Ekel
- Gott: Mahakala
- Farbe: Blau
- basiert auf dem Stahyi bhava #Jugupsa (Ekel)

Bībhatsam wird durch die Dinge ausgelöst, die den Geist verstören wie der Anblick von oder die Erzählung über unerwünschte, hässliche, böse, stinkende, übelschmeckende, misstönende, schlecht anfühlende Dinge.
Für die Verkörperung können 11 Bhavas verwendet werden.

### Adbhutam (अद्भुतं): Verwunderung
- Gott: Brahma
- Farbe: Gelb
- basiert auf dem Stahyi bhava #Vismaya (Erstaunen, Überraschung)

Adbhutam wird durch den Anblick von Göttern, den plötzlichen Erfolg einer Anstrengung, Spaziergänge im Park, den Besuch von Tempeln und ähnlichem ausgelöst. Jedes ungewöhnliche Ereignis kann als Auslöser von Adbhutam betrachtet werden.
Für die Verkörperung von Adbhutam werden 12 Bhavas verwendet.

## Die Bhavas
Bhava: Das Sanskrit-Wort bedeutet roh übersetzt „psycho-physiologische“ Zustände: Stimmungen und Gefühle. Der Begriff spielt auch im Yoga und anderen indischen Traditionen eine Rolle. Im Natyashastra werden 49 Bhavas beschrieben, die in drei Kategorien eingeteilt sind: Sthaayee Bhava: Dauerhafte Stimmungen, Vyabhichaaree Bhava (oder auch sancaribhava): Veränderliche Stimmungen – ausgelöst von äußeren Reizen – und Saattvika Bhava: Emotionale Stimmungen – ausgelöst von der inneren Befindlichkeit des Herzens oder einem Zustand des Geistes. Natyashastra beschreibt detailliert, wie die verschiedenen Bhavas von Schauspielern zu verkörpern sind.
Die Bhavas selbst sind dabei aber nicht unbedingt direkt darstellbar. Sie werden aber durch wahrnehmbare Auslöser verursacht und rufen wahrnehmbare Reaktionen hervor. Diese Ursachen werden vibhavas genannt. So ruft zum Beispiel der Tiger im einsamen Reisenden Angst hervor. Einsamkeit und der Ruf des Tigers sind also vibhavas. Die Manifestationen der Angst ruft wiederum Zittern, Gänsehaut, Erstarrung etc. hervor. Diese Reaktionen heißen anubhavas, weil die Bhavas begleitet sind (anu) von Worten, Gesten, Intonationen etc. Die Darstellungsbeschreibung wird durch die Angabe der Vibhavas und Anubhavas gegeben. Für die dauerhaften Stimmungen Sthaayee Bhava werden zusätzlich die zugehörigen veränderlichen und emotionalen Stimmungen angegeben.
Die verschiedenen Kombinationsmöglichkeiten der Bhavas ergeben die Stimmung des Stückes, deren Bedeutung das Herz des Zuschauers berührt und die Verzückung des Rasa hervorruft.

### Sthaayee Bhava: Die „dauerhaften Stimmungen“
Sthaayee Bhava sind im Gegensatz zu den anderen Bhavas dauerhaft und dominieren alle anderen Bhavas. Nur Sthaayee Bhava kann den Genuss der Rasas auslösen. In einem Theaterstück oder Gedicht stellen sie den Grundton her. „Wie der König der Höchste unter den Menschen und der Lehrer der Höchste unter den Schülern so dominieren die permanenten Stimmungen alle anderen Stimmungen“ heißt es in einem Vers.
Hintergrund der Theorie ist das indische Konzept Wahrnehmungskonzept Samskara: Die Gedanken, Handlungen und Wahrnehmungen jedes Menschen erzeugen ohne Unterbrechung Eindrücke. Diese sind von angeborenen Neigungen und Instinkten geprägt und sinken auf die Ebene des Unbewussten. Dort werden sie um Gefühle herum organisiert. Gefühle wiederum stehen in Beziehung zu universellen, typischen Situationen und rufen genau bestimmbare Handlungsmuster hervor. Diese heißen stahyibhava oder dauerhafte Zustände, weil sie immer im menschlichen Organismus und deinem Charakter eingebettet sind.

#### Rati (Wohlgefallen, Freude)
Wird hervorgerufen durch die Erfüllung des Begehrens. Ist zärtlich und anmutig darzustellen. Auslöser sind Jahreszeit, Blumen, Ornament, ein reicher Wohnsitz, alles das Schön oder Erstrebenswert ist.
Als unwillkürliche Reaktionen für die Darstellung werden ein leichtes Lächeln, melodische Stimme, feine Gesten der Augenbrauen, verstohlene Blicke und zur Seite Schauen etc. angegeben.

#### Haasa (Lachen, Fröhlichkeit)
Wird hervorgerufen durch die Nachahmung und Karikatur anderer Personen und ihrer Handlungen oder durch Dummheit, Absurdität oder leere, irrelevante Worte. Auslöser sind Absonderlichkeit der Kleidung oder Sprache etc.
Wird dargestellt durch Nachäffen, Lächeln, Kichern, Lachen, exzessives Gelächter, sprühender Speichel etc.

#### Soka (Weinen, Trauer)
Wird hervorgerufen durch die Trennung von einer geliebten Person, den Verlust von Reichtum, Traurigkeit über den Tod oder Gefangenschaft eines Familienangehörigen und Ähnliches. Es werden drei Arten von Tränen genannt: Die Tränen der Freude, des Schmerzes und der Eifersucht.
Darstellung durch lautloses Schluchzen, Weinen, tiefes Atmen, zu Boden fallen und lamentieren etc. Freudentränen mit hochgezogenen Wangen, Schmerztränen werden durch Körperbewegungen des Unbehagens und Eifersuchtstränen bei Frauen durchbebende Lippen und Wangen, Seufzen, Kopfschütteln und zusammengekniffene Augenbrauen dargestellt. Unglück oder Beschwerden löst Weinen und Trauer in niedrigen Figuren und Frauen aus, mittlere und höhere Charaktere beherrschen es.

#### Krodha (Ärger)
Wird hervorgerufen durch Konflikt, Beleidigung, Streit, Missbrauch, Gegensätze, Meinungsunterschiede und Ähnlichem. Je nachdem, ob der Ärger von einem Feind, einem Lehrer, dem Liebespartner, einem Diener ausgelöst oder simuliert wird gibt es unterschiedliche Ausdrucksweisen.
Ärger über einen Feind wird durch geblähte Nasenflügel, zusammengekniffene Lippen und Augenbrauen angezeigt. Ärger gegenüber dem Lehrer verlangt unter anderem kontrollierte Bescheidenheit und schüchterne Gesten, gegenüber dem oder der Geliebten Tränen aus den Augenwinkeln und zu einem Schmollmund verzogene Lippen, gegenüber Dienern einen intensiven und bedrohlichen Blick mit geweiteten Augen. Vorgetäuschter Ärger wird durch Müdigkeit, erfundene Gründe und geheuchelten Zorn dargestellt.

#### Utsaha (Eifer)
Energie oder Eifer ist ein Merkmal einer höheren Figur. Wird hervorgerufen durch Freude, Kraft, Geduld, Tapferkeit, und Ähnlichem. Wird gespielt um Klarheit, Entscheidungskraft, Klugheit und Urteilsfähigkeit auszudrücken. Darstellung durch entschlossenen Gesichtsausdruck, schneidige Bewegungen, Führerschaft etc.

#### Bhaya (Furcht)
Hervorgerufen durch ungebührliches Verhalten gegenüber dem König oder Älteren, die Wanderung in einsamen Wäldern oder Häusern, Abgründe in den Bergen, die Sichtung eines Elefanten oder einer Schlange, Dunkelheit der Nacht, die Rufe von Eulen, angstmachende Tiere, das Hören furchtbarer Geschichten und Ähnliches. Darstellung durch Zittern des Körpers, trockenen Mund, Hastigkeit und Verwirrung, geweitete Augen, erstarrtes Stehen und so weiter. Wird nur Frauen oder niederen Figuren im Stück zugeordnet.

#### Jugupsa (Ekel)
Wird durch den Anblick schmutziger und abstoßender Dinge hervorgerufen. Darstellung durch zugehaltene Nase, Niederkauern und zusammenziehen der Gliedmaßen, skeptischen Blick, Hände halten das Herz und anderes. der Ausdruck des Ekels ist nur Frauencharakteren und niederen Figuren zugeordnet.

#### Vismaya (Erstaunen, Überraschung)
Wird ausgelöst durch plötzliches Erscheinen von Etwas, magische Eigenschaften, außergewöhnliche menschliche Leistungen, hervorragende Gemälde und Kunstwerke etc. Wird gespielt durch weit geöffnete Augen, ununterbrochenen Blick ohne Blinzeln, Bewegung der Augenbrauen, Gänsehaut, Zittern des Kopfes, Kommentare der Anerkennung etc. Soll in großer Freude ausgedrückt werden.

### Vyabhicaribhava: Veränderliche Stimmungen
Im Unterschied zu den anubhavas, den unwillkürlichen Reaktionen auf einen externen Stimulus (vibhava) sind die veränderlichen Zustände Vyabhicaribhava von willkürlicher Natur – das heißt, sie können beherrscht werden. Es werden 33 Vyabhicaribhava mit ihren jeweiligen Auslösern und Darstellungsmodalitäten beschrieben:
Nirveda-Distanziertheit, Glani-Reue, Sanka-Besorgnis, Asuya-Eifersucht, Mada-Rausch, Srama-Müdigkeit, Alasya-Faulheit, Dainya-Elend, Cinta-Ängstlichkeit, Moha-Ohnmacht, Smrti-Erinnerung, Dhrti-Tapferkeit, Vrida-Schamhaftigkeit, Capalata-Nervosität, Harsa-Freude, Avega-Aufregung, Jadata-Stumpfheit, Garva-Stolz oder Arroganz, Visada-Bedauern, Enttäuschung, Autsukya-Unruhe, Begierde, Nidra-Schlummer, Apasmara-Vergesslichkeit, Supta-schlafend, vom Schlaf überwältigt, träumend, Vibodha-Erwachen, Amarsa-Ungeduld, Avahittham-Verheimlichung, Ugrata-Gewalttätigkeit, Mati-Verstehen, Urteil, Vyadhai-Fieber, Krankheit, Unordnung, Unmada-Verrücktheit, Maranam-Tod durch Krankheit oder Gewalt verursacht, Trasa-Scheu, Vitarka-Schlussfolgerung

### Saattvika Bhava: Emotionale Stimmungen
Gefühle müssen im Drama sichtbar gemacht werden, wenn das Verhalten von Leuten dargestellt werden soll. Sie gelten als schwieriger darzustellen als die Vyabhicaribhava. Ihre Verkörperung verlangt einen gesammelten Geist, um die Schmerzen und Freuden emotional korrekt und natürlich darstellen zu können. Im Gegensatz zu den Vyabhicaribhava muss der Schauspieler darzustellenden die Emotionen geistig fühlen.
Stambha-Betäubung, Sveda-Schwitzen, Romanca-sich begeistert fühlen, Svarbheda-gebrochene Stimme, Vepathu-Zittern, Varivarnya-Blässe, Asru-Tränen, Pralaya-Ohnmacht, Tod

## Anwendungen

### Rasa in der indischen Kunst: Drama, Musik, Malerei
Von Tanz und Drama ausgehend erweitert sich der Anwendungsbereich der Rasa-Theorie zuerst auf Poesie und Literatur. Die Komposition von Gefühlszuständen als leitendes Prinzip bewirkt in Verbindung mit dem Gedanken des „Samens“ und einer zirkulären Struktur als Ausgangspunkt ergibt andere Handlungsverläufe als eine lineare Zeitachse. Ras lila ist die Tanztheaterform zu Ehren Krishnas.
Im Raga der klassischen indischen Musik werden durch die melodischen Elemente Stimmungen erzeugt und die emotionale Kraft der Klänge ruft Rasa hervor. Durch die Musik Rasa zu erfahren wird zu einer heiligen Handlung. In den Ragamala-Miniaturen wird die Stimmung eines Ragas bildlich umgesetzt.
In der Ausstellung Navarasa: An Embodiment of Indian Art im Jahr 2002 wurden die Arbeiten zeitgenössischer bildender Künstler und Künstlerinnen in den Kontext der Rasa-Theorie gestellt.

### Vergleich Rasa – Katharsis
Sowohl westliche als auch indische Gelehrte nehmen immer wieder den Vergleich von Rasa und Katharsis auf. Zu den Gemeinsamkeiten gehört der Bezug auf die emotionalen Reaktionen der Zuschauer als Ziel des Dramas und dessen extrinsische Botschaft.
Während die aristotelische Poetik aber nur die beiden Zustände Eleos – Rührung und Jammer – sowie Phobos – Schrecken und Schauder – kennt, differenziert Bharata acht Rasas verschiedenen Inhalts. Und unabhängig vom Gefühlston ist die Erfahrung von Rasa immer angenehm und entrückend.
Versucht man die Rasas zuzuordnen ergibt sich eine unklare Situation mit Überschneidungen
- Tragödie: mitfühlend, wütend, heldenhaft, furchterregend, ekelhaft, großartig oder wundervoll
- Komödie: erotisch, komisch, heroisch und großartig oder wundervoll[18]

Das indische Drama folgt nicht dem Mimesiskonzept der platonischen Imitationstheorie. Bei Plato sind literarische Bilder schlechte Spiegelbilder, da sie von der Realität dreifach entfernt seien. In der indischen Ästhetik wird dagegen nicht versucht, die „Wirklichkeit“ abzubilden, sondern im Gegenteil, sie durch entlang der Parameter der Kunst neu zu erschaffen.

### Rasa in der zeitgenössischen Anwendung
Heute wird versucht, die Rasa-Theorie in der zeitgenössischen Literaturkritik einzusetzen. Auch im Kino spielt sie eine größere Rolle. Am bekanntesten sind Filme von Satyajit Ray wie Devi oder die Apu-Trilogie. Aber auch Bollywood-Produktionen ziehen manchmal die Rasa-Ästhetik heran.